# Brandschutzeinheiten in Brandenburg

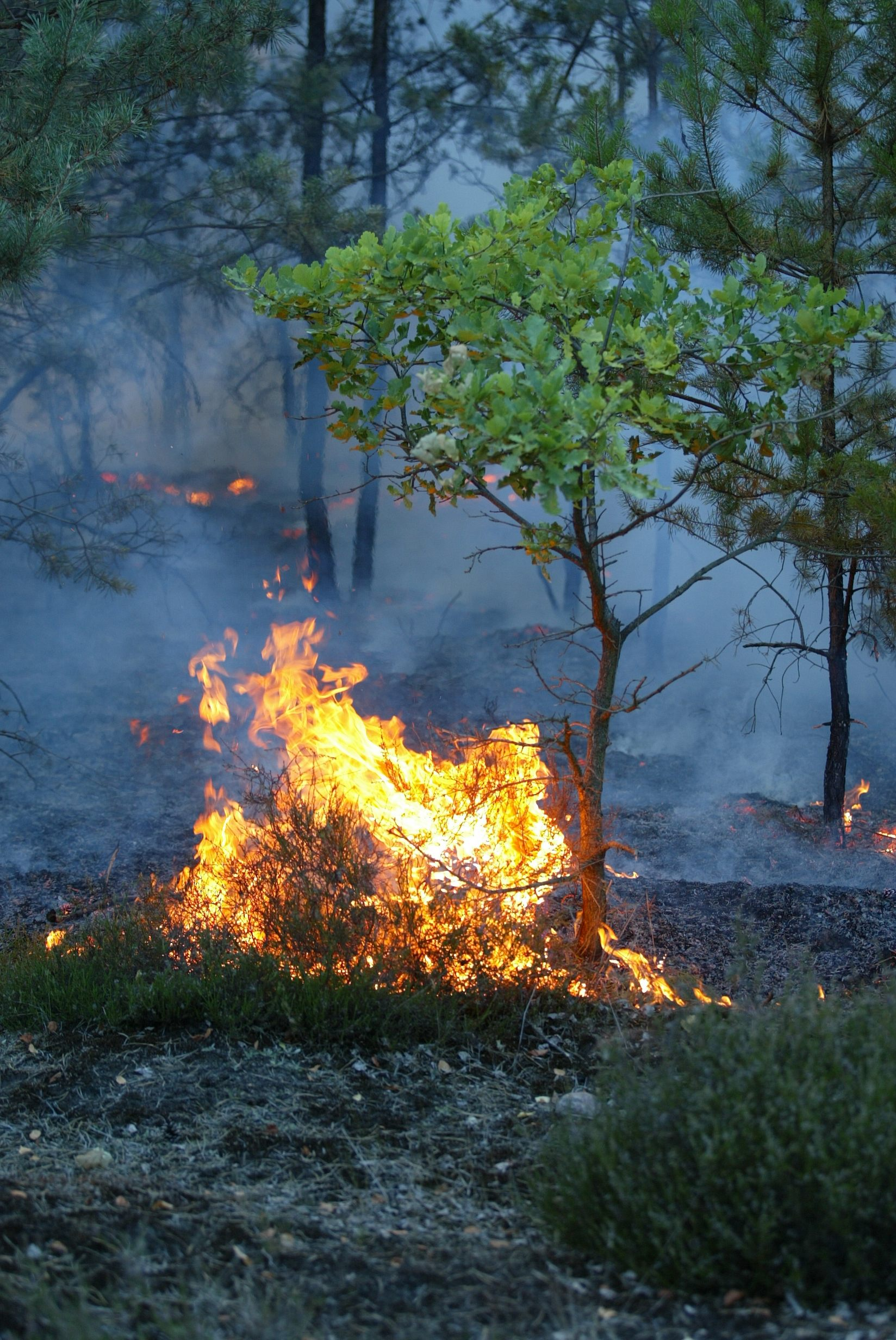
Brandenburg zählt zu den in Mitteleuropa am stärksten waldbrandgefährdeten Regionen.

Die Brandschutzeinheiten des Landes Brandenburg (Abkürzung: BSE) sind im Rahmen des Brandenburger Katastrophenschutzes konzipierte Einheiten die wegen der dortigen hohen Waldbrandgefahr geschaffen wurden. Generell sind sie aber auch für andere Brand- und Großschadenslagen vorgesehen. Ähnliche Einheiten, mit denselben bzw. annähernd gleichen Aufgaben heißen in anderen Bundesländern Kreisfeuerwehrbereitschaft.
Es existieren insgesamt 15 Einheiten. Die Brandschutzeinheiten hatten ursprünglich jeweils eine Sollstärke von 1:134 (1 Einheitsführer und 134 Einsatzkräfte) und 22 Fahrzeugen. Nach Einführung der Katastrophenschutzverordnung im Jahr 2012 wurde die Mindestpersonalstärke auf 73 Einsatzkräfte und 15 Fahrzeuge verkleinert.
Die Einsatzkräfte bestehen im Wesentlichen aus ehrenamtlichen Kräften der Freiwilligen Feuerwehren Brandenburgs. Die Fahrzeuge sind üblicherweise in Feuerwehrhäusern bzw. Feuerwachen dieser Feuerwehren untergebracht und werden auch für den regulären Einsatzdienst eingesetzt.
Im Einsatzfall sammeln sich diese je nach Anforderung an so genannten Sammelplätzen und begeben sich dann gemeinsam zum Einsatzort (Kolonnenfahrt). Die Einheiten sind je nach Lage innerhalb von ca. 4 Stunden zum Abmarsch bereit. Daher eignen sich diese Einheiten, um die ersten Einsatzkräfte einer Großschadenslage abzulösen bzw. weiter zu unterstützen.

## Verteilung
Es existieren insgesamt folgende 16 Einheiten in den 14 Landkreisen. Die Landkreise Oder-Spree und Potsdam-Mittelmark verfügen über jeweils zwei Brandschutzeinheiten.
| 1. Barnim (BAR) 2. Dahme-Spreewald (LDS) 3. Elbe-Elster (EE) 4. Havelland (HVL) 5. Märkisch-Oderland (MOL) 6. Oberhavel (OHV) 7. Oberspreewald-Lausitz (OSL) 8. Oder-Spree (LOS) 9. Ostprignitz-Ruppin (OPR) 10. Potsdam-Mittelmark (PM) 11. Prignitz, Perleberg (PR) 12. Spree-Neiße (SPN) 13. Teltow-Fläming (TF) 14. Uckermark (UM) | Landkreise in Brandenburg |

## Geschichte
Der Strukturaufbau der Brandschutzeinheit basiert auf den Runderlass III Nr. 76/93 des
Brandenburger Innenministeriums von 1993. Im Jahr 2012 wurde die Verordnung über die Einheiten und Einrichtungen des Katastrophenschutzes (Katastrophenschutzverordnung, KatSV) erlassen, um den geänderten Bedingungen der Aufgaben und Technik Rechnung zu tragen.
Die damaligen Brandschutzeinheiten wurden unter anderem eingesetzt bei:
- dem Oderhochwasser (1997 und 2010)
- dem Hochwasser in Mitteleuropa im Frühjahr 2010
- dem Elbehochwasser (2002)
- einem Großbrand eines Reifenlagers bei Berlin-Schmöckwitz (2005)
- einem Brand einer Deponie in Bernau bei Berlin (2005)
- der Fußballweltmeisterschaft 2006 in Berlin (Bereitschaft/Reserve)
- diversen Wald- und Flurbränden
- dem Hochwasser 2013
- einem Brand einer Lagerhalle in Fürstenwalde/Spree (2016)
- zweimal bei dem Waldbrand nahe Treuenbrietzen (2018)

## Struktur (vor 2012)
Folgende Gliederung zur Struktur einer Brandschutzeinheit wurde im Jahr 1993 festgelegt:
| Teil            | Stärke | Ausrüstung                                                                                      |
| --------------- | ------ | ----------------------------------------------------------------------------------------------- |
| Einheitsführung | 1:3    | 1 Führungsfahrzeug                                                                              |
| Zug 1           | 1:17   | 5 Tanklöschfahrzeuge, 1 Meldekrad                                                               |
| Zug 2           | 1:36   | 1 Löschgruppenfahrzeug 16 als Zug-Führungsfahrzeug, 3 LF 8-STA, 1 Meldekrad                     |
| Zug 3           | 1:36   | 1 Löschgruppenfahrzeug 16 als Zug-Führungsfahrzeug, 3 LF 8-STA, 1 Meldekrad                     |
| Zug 4           | 1:36   | 1 Löschgruppenfahrzeug 8 als Zug-Führungsfahrzeug, 2 LF 8-STA oder 2 Schlauchwagen, 1 Meldekrad |
| Versorgung      | 1:1    | 1 Versorgungskraftfahrzeug                                                                      |
| Gesamtstärke    | 1:134  |                                                                                                 |

Spezielle Zusammenstellungen:
Beim Hilfeleistungszug handelte es sich um eine besondere Einheit für Aufgaben der Technischen Hilfeleistung. Diesen gab es nur im Landkreis Oder-Spree. Die Ausrüstung bestand aus 3 Rüstwagen 2 und einem Gerätekraftwagen I des Technischen Hilfswerks (THW).
Der Gefahrgutzug war für Einsätze mit gefährlichen Stoffen und Gütern geeignet. Er bestand aus: 1 Gerätewagen Gefahrgut, 1 ABC-Erkundungskraftwagen, 1 Löschgruppenfahrzeug 16, 1 Dekon-LKW P, 1 Gerätewagen Atemschutz
Die Versorgungs- und Betreuungskomponente war mit einem Notarztwagen und einem Großraumrettungswagen ausgerüstet.

## Derzeitige Struktur
Im Zuge der Einführung der Katastrophenschutzverordnung im Jahr 2012 wurde die Mindestpersonalstärke verringert. Gemäß KatSV wurde folgende Struktur festgelegt:
| Teil                           | Stärke     | Ausrüstung |
| ------------------------------ | ---------- | --- |
| Einheitsführung                | 2/0/2/4    | 1 Einsatzleitwagen 1 als Führungsfahrzeug der Brandschutzeinheit, 1 Meldefahrzeug (Quad oder Krad)                      |
| 1. Zug – Brandbekämpfung TLF   | 1/6/15/22  | 1 Kommandowagen als Zug-Führungsfahrzeug, 5 Tanklöschfahrzeuge                                                          |
| 2. Zug – Brandbekämpfung LF    | 1/3/18/22  | 1 Kommandowagen als Zug-Führungsfahrzeug, 2 Löschgruppenfahrzeug 20                                                     |
| 3. Zug – Löschwasserversorgung | 1/4/20/25  | 1 Kommandowagen als Zug-Führungsfahrzeug, 1 Schlauchwagen Katastrophenschutz, 2 Löschgruppenfahrzeug Katastrophenschutz |
| Gesamtstärke                   | 5/13/55/73 | |

## Ausrüstung

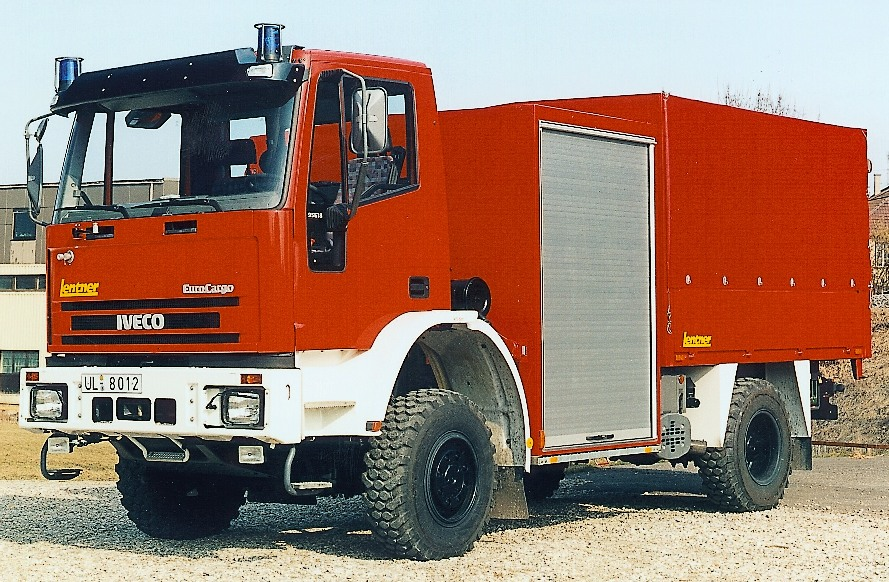
Schlauchwagen für eine Löschwasserförderung über lange Wegstrecken

Die Ausstattung der BSE mit Fahrzeugen wird durch den o. g. Runderlass geregelt. Zum Zeitpunkt der Veröffentlichung war das Löschgruppenfahrzeug LF 8-TS8-STA maßgeblich. Im Land sind nur noch sehr wenige Fahrzeuge dieser Art in den Einheiten. Inzwischen sind moderne geländegängige Schlauchwagen im Einsatz.

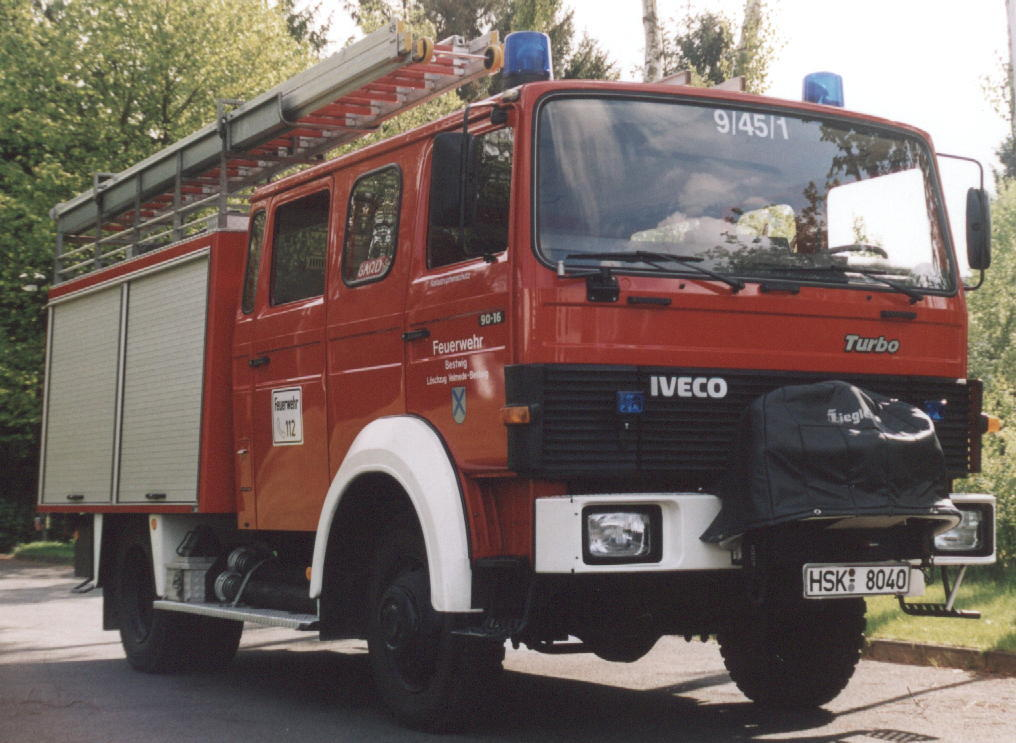
LF 16-TS des Bundes

Die Löschfahrzeuge LF 16-TS werden aus den vom Bund in Brandenburg stationierten Fahrzeugen integriert.

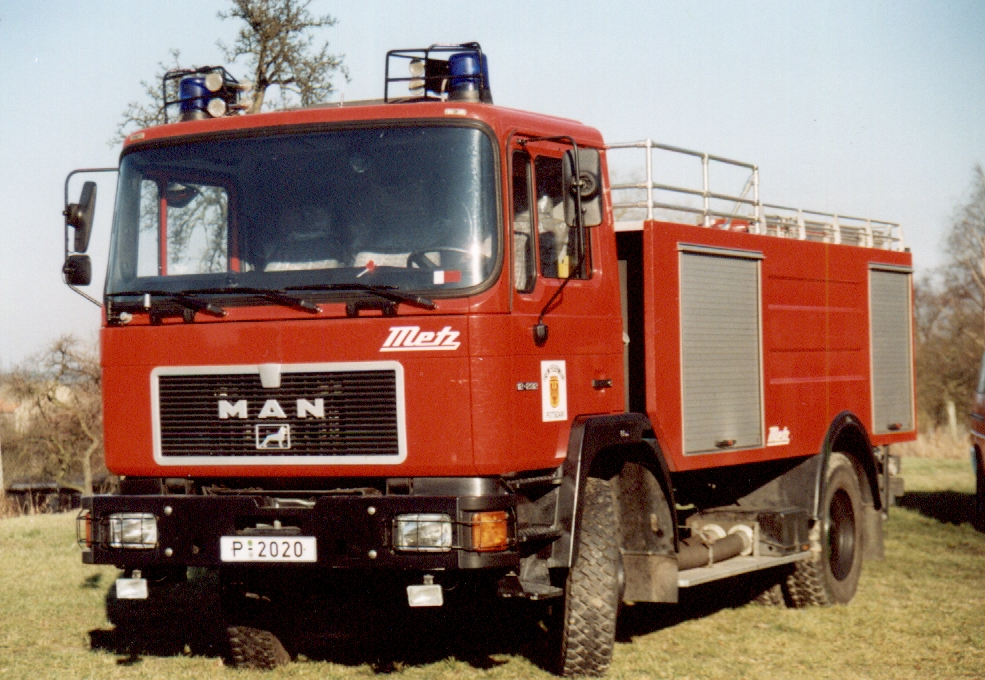
TLF 16/45 Typ „Brandenburg“

Weiter kommen die vom Land beschafften Tanklöschfahrzeuge TLF 16/45 (Waldbrand-TLF vom Typ „Brandenburg“) zum Einsatz.
Einige Einsatzfahrzeuge bestehen noch aus ehemaligen DDR-Feuerwehren sowie aus ehemaligen NVA-Fahrzeugen, die für den heutigen Zweck umgebaut bzw. ausgestattet wurden. Die Landkreise ersetzen diese schrittweise gegen modernere Fahrzeugtechniken.